# Saison 2023-2024 de l'Union sportive dacquoise
La saison 2023-2024 de l'Union sportive dacquoise est la quinzième saison du club landais en seconde division du championnat de France, la première depuis sa relégation en 2018 de l'antichambre de l'élite du rugby à XV français.
L'équipe évolue cette saison de Pro D2 sous les directives du manager Jean-Frédéric Dubois, des entraîneurs Hervé Durquety et Éric Artiguste, des consultants Marc Dal Maso et Olivier August, ainsi que sous la supervision du président Benjamin Gufflet.

## Avant-saison

### Objectifs du club
Lors de la saison 2022-2023 en Nationale construite autour d'un nouveau groupe d'entraîneurs, le groupe dacquois réalise des prestations inattendues et au-dessus des objectifs sportifs à moyen terme, et décroche son accession en Pro D2 dès la première année du projet sportif mis en place. Pour cette nouvelle saison au niveau professionnel, cinq années après sa relégation, l'objectif est logiquement celui du maintien,, ; plus précisément, le manager quantifie le seuil de 60 points au classement afin d'espérer atteindre cet objectif.

### Transferts estivaux
Alors que le club fait partie des candidats probables à la montée en 2022-2023, le groupe d'entraîneurs commence à rencontrer les joueurs en place dès le mois de mars afin d'assurer une ossature de joueurs pour la saison à venir et prévenir ceux qui ne seront pas prolongés, tandis que de premiers contacts sont établis avec des potentielles recrues,. Au total, l'effectivement est très remanié avec 14 arrivées pour dix départs parmi l'effectif professionnel.
Un premier pré-contrat est signé dès avril 2023, en la personne de l'ailier Maxime Oltmann depuis le Stado Tarbes PR. Alors que la phase régulière de la saison de Nationale s'achève, Matthieu Loudet s'engage depuis le RC Narbonne avec effet immédiat avec l'US Dax. Une fois la saison terminée et la promotion en Pro D2 actée, l'ensemble des contrats signés est révélé. Plusieurs joueurs originaires des Landes ou ayant évolué par le passé sous le maillot dacquois intègrent ainsi l'objectif : le centre Benjamin Puntous et le deuxième ligne Jean-Baptiste Singer, respectivement en fin de contrat dans les clubs de Pro D2 de l'US Montauban et du Stade aurillacois font leur retour, tandis que le centre montois d'origine Théo Dachary, non prolongé par le Stade français Paris en Top 14, rentre dans les Landes. Les piliers océaniens Nephi Leatigaga et David Lolohea garnissent la première ligne dacquoise, le premier après une page en Super Rugby chez les Waratahs, le deuxième depuis Provence Rugby. Le deuxième ligne ex-international italien Joshua Furno fait son retour en France après une saison transalpine chez la franchise de Zebre Parma. À l'arrière de la mêlée, le Fidjien Ratu Nacika est repéré en Géorgie au Rugby Club Tao, et le Néo-Zélandais Sam Wasley fait son arrivée depuis le championnat espagnol, depuis le club sévillan du Real Ciencias RC. Outre Matthieu Loudet, le demi de mêlée Paul Ravier fait partie des recrues depuis les clubs de Nationale rencontrés la saison précédente, en l'occurence le Blagnac Rugby.
Chez les entraîneurs, Éric Artiguste intègre l'équipe déjà en place depuis la saison précédente, avec pour mission le secteur de la défense et des skills. Parmi les adjoints, Sébastien Louis épaule désormais Christophe Damiens au poste de préparateur physique tandis que Victor Azalbert œuvrera auprès de Fabrice Duberger pour l'analyse des données. Sous la nouvelle présidence de Benjamin Gufflet, Benoît August occupe désormais le poste de directeur sportif, faisant le lien transverse entre le sportif et la présidence. Thierry Gatineau prend quant à lui la direction du centre de formation dacquois, en provenance du voisin montois où il occupait le même poste.
Deux premières prolongations sont effectives durant les phases finales de la saison 2022-2023, celle du capitaine Arnaud Aletti signant un nouveau contrat de deux saisons, ainsi que celle de l'arrière Théo Gatelier, prolongeant son contrat actuel d'une année supplémentaire, soit jusqu'en 2025. Durant l'intersaison, la liste s'allonge avec les noms de Louis Barrère, Mattieu Bidau, Guillaume Bouche, Hugo Cerisier, Jean Despiau, Diogo Hasse Ferreira, Hugo Fourquet, Simon Garrouteigt, Étienne Loiret, Louis Mary, Sylvère Reteau, Théo Trémeau, tous prolongés jusqu'en 2025, tandis que Matthew Luamanu et Ilikena Bolakoro restent au club une année supplémentaire.
Après ses bonnes performances du début de saison 2023-2024, autant pour sa première saison en France que sous le maillot national portugais, l'ailier Rodrigo Marta signe un pré-contrat dès le mois de janvier avec l'équipe de Pro D2 de Colomiers Rugby ; élu meilleur joueur de la saison régulière, il retrouvera ainsi son ancienne équipe en Pro D2. Adrien Ayestaran et Gaëtan Robert, ayant tous deux évolué au niveau professionnel, ne retrouvent pas cet échelon et rejoignent respectivement l'effectif du RC Orléans en Fédérale 1 et le Saint-Jean-de-Luz olympique en Nationale 2. De même, le contrat entre Berchesi et l'US Dax n'est pas renouvelé ; la potentielle longue absence de l'international uruguayen dans le cadre de la Coupe du monde 2023 est avancée comme motif. Joaquín Rodón rejoint un club de Nationale 2, l'US Salles, tandis qu'Anthony Pelmard s'engage avec le CA Périgueux, tout juste promu en Nationale. Yoan Gaune et Diaby Doucouré quittent tous les deux la France pour la Suisse, le premier prenant la direction du Servette Rugby Club en Fédérale 1 française,, tandis que Diaby Doucouré signe avec le RC Yverdon, pensionnaire de la première division du championnat de Suisse. Julien Dechavanne prend quant à lui sa retraite de joueur professionnel après une dizaine de saisons sous le maillot dacquois, tout comme l'ex-international géorgien Tamaz Mchedlidze ayant manqué une grande partie de la saison, gêné par une blessure ; ils continuent la pratique du rugby au niveau amateur dans des clubs landais voisins, respectivement au Peyrehorade sports rugby et au Saint-Paul Sports. Parmi les joueurs du centre de formation utilisés la saison précédente, Jules Bousquet rejoint celui de l'ASM Clermont.
La période des mutations de joueur est exceptionnellement allongée pour tous les clubs cette saison, à la suite des ventes avortées tardives des clubs du Biarritz olympique et du SU Agen ayant de fait affecté le recrutement de ces derniers. Cette semaine supplémentaire voit ainsi l'officialisation de la signature de l'ouvreur Romuald Séguy depuis Colomiers Rugby en Pro D2. De plus, le troisième ligne aturin Jean-Baptiste Barrère, désirant faire son retour dans le Sud-Ouest pour rapprochement familial, demande à être libéré par l'AS Béziers ; il reste alors en deuxième division professionnelle en rejoignant l'US Dax,,. Le jeune ailier fidjien Jope Naseara rejoint également l'effectif. Parmi les arrivées avortées, le recrutement de Yann David, ex-international au poste de centre, et celle du Landais Dorian Laborde au même poste, n'ont pas lieu malgré des contacts avancés.

### Préparation de la saison
La reprise de l'entraînement pour les joueurs rouge et blanc est arrêtée le 1er juillet, avant un stage de pré-saison organisé en Espagne, du 24 au 28 juillet, dans la commune basque de Zarautz.
Le calendrier de la saison 2023-2024 est dévoilé par la Ligue nationale de rugby le 4 juillet. L'US Dax débute ainsi le championnat contre Provence Rugby au stade Maurice-Boyau ; le derby landais se joue début novembre à domicile, puis fin avril sur le terrain de Mont-de-Marsan.
En raison du premier bloc imminent de cinq matchs de championnat et de la période de préparation courte, l'US Dax dispute un seul match amical et conserve un week-end de repos. Elle affronte ainsi le Stade montois à domicile le 4 août ; les Dacquois s'inclinent 19 à 21 dans une rencontre disputée.

## Saison régulière

### Championnat

#### Journées 1 à 5
En ouverture du championnat, l'US Dax fait son retour en Pro D2 devant son public, accueillant le club aixois de Provence Rugby. Défendant face aux assauts provençaux durant la première mi-temps, ils conservent un écart réduit à la pause. La physionomie du reste de la rencontre sera néanmoins à l'avantage des visiteurs notamment via l'apport de son banc, l'indiscipline dacquoise étant sanctionnée par quatre essais en dix minutes ainsi que les points au pied du buteur adverse. Malgré un essai dacquois en fin de match, le score final est de 16 à 44,.
En déplacement au Rouen NR avec une équipe remaniée, dans une opposition décrite comme l'une des affiches pour le maintien pour les deux protagonistes, les locaux assurent l'entame du match avec deux essais dans le premier quart d'heure. Les actions sont plus équilibrées jusqu'à la mi-temps et pour les vingt minutes suivantes, pendant lesquelles les Dacquois ne parviennent pas à concrétiser leurs attaques entreprises dans le camp adverse, pénalisés par des fautes en touche ou des imprécisions sur le terrain. Après cela, les Rouennais finissent par surpasser leurs adversaires, assurant la récolte d'un bonus offensif sur le score de 36 à 3,.
Le début de semaine suivant ces deux défaites aux 80 points encaissés est marquée par la sortie médiatique du président Gufflet dans les colonnes du Midi olympique, questionnant dans ses propos « le niveau [de l'équipe et du staff] pour jouer [et] entraîner en Pro D2 ». Contre le FC Grenoble vice-champion en titre, les rouge et blanc font tout d'abord preuve devant leur public d'une première mi-temps maitrisée avec deux essais à zéro, creusant ensuite leur avance à l'heure de jeu en passant une troisième fois la ligne d'essai. Bien que le bonus offensif virtuel sera perdu et l'écart au score sera finalement réduit à 28 à 23 dans le dernier quart d'heure, les Dacquois décrochent alors leur première victoire de la saison,.
Dans le cadre de la journée avancée en amont de l'ouverture de la Coupe du monde, les Landais se déplacent chez les Charentais de Soyaux Angoulême XV. La première mi-temps est rythmée par les coups de pied face aux perches, les Dacquois convertissant leurs incursions dans le camp adverse et n'étant mené que d'un point à la mi-temps malgré un essai encaissé. À la reprise, l'USD continue ses tentatives face aux poteaux, tandis que le SA XV privilégie quant à lui les pénaltouches aux trois points, sans succès à plusieurs reprises, cela jusqu'à la 72e minute où un essai ramène les deux équipes à un score de parité de 15 partout. L'échec au pied du buteur charentais dans les dernières minutes, sur la transformation puis lors d'une ultime pénalité, et la défense dacquoise sur sa ligne d'en-but, conduisent à un résultat nul, soit deux points ramenés par les rouge et blanc en déplacement,. Malgré ce résultat, l'US Dax glisse entre temps à la dernière place du classement, avec la suspension du retrait de points du FC Grenoble en procédure d'appel.
En fermeture du premier bloc du championnat, l'US Dax impose rapidement son rythme pour la réception du Colomiers Rugby, avec deux essais des lignes arrières lors des dix premières minutes combinés à une défense n'encaissant qu'un coup de pied de pénalité juste avant la mi-temps. Les Columérins occupent très peu la moitié de terrain dacquoise durant la partie. Sur une erreur défensive adverse, les Dacquois inscrivent un troisième essai qui leur permet de remporter la victoire sur le score de 25 à 6 avec un bonus offensif,, faisant preuve d'une prestation qualifiée de « référence » tant par sa physionomie de match que par la capitalisation de ses deux derniers performances,. Avec trois résultats positifs en trois rencontres après une entame de championnat manquée, l'USD s'éloigne ainsi de la zone de relégation. Ce premier bloc voit ainsi les deux promus de Nationale déjouer les pronostics à la première trêve.

#### Journées 6 à 10
Après une première trêve due à la Coupe du monde, les Dacquois se présentent chez des Brivistes en situation sportive délicate, avec plusieurs défaites dont une lourde sur le terrain du promu Valence Romans, soit des résultats opposés aux objectifs de remontée immédiate pour les relégués du Top 14. Malgré la différence de statut, les deux équipes ont évolué à un niveau similaire, la première mi-temps étant surtout guidée par une occupation au pied, dont les actions se concrétiseront via les pénaltouches pour les Brivistes et face aux poteaux d'en-but pour les Dacquois ; ces derniers rentrent aux vestiaires avec l'avantage au score à la mi-temps, avec un essai encaissé pour trois pénalités converties. Après un deuxième essai du CAB dès la reprise, les trois échecs au pied devant les perches ne permettent pas à l'USD de reprendre son avance. Les joueurs rouge et blanc parviennent néanmoins à récupérer le bonus défensif dans les dernières minutes, alors que leur défense tient tête aux assauts adverses qui tentent d'obtenir un bonus offensif. Le score se fige ainsi à 15 à 12 pour ce déplacement en Corrèze,.
Accueillant le premier du championnat la semaine suivante, le RC Vannes invaincu après six journées, les Landais font preuve d'un jeu ouvert malgré leur statut tandis que les Bretons déploie un jeu pragmatique et capitalisant sur les erreurs adversaires. Après avoir ouvert le score sur coup de pied de pénalité, les rouge et blanc encaissent ainsi deux essais en cinq minutes mais restent accrocheurs au score, réduisant l'écart à un point peu avant la mi-temps, ainsi que vers la soixantième minute. Malgré leur faible avance, les visiteurs préfèrent privilégier la pénaltouche aux points devant les perches, leur permettant d'inscrire deux nouveaux essais afin de décrocher un bonus offensif, retirant de fait celui entrevu à plusieurs reprises des locaux,.
Dans une rencontre affectée par une pluie continue, la partie mettant en scène le SU Agen accueillant l'US Dax n'est pas marquée par le jeu des deux équipes, surtout axé sur le jeu au pied en adaptation aux conditions climatiques. Le score ne s'ouvre qu'à la 35e minute sur un coup de pied de pénalité consécutif à un carton jaune contre les Lot-et-Garonnais. La sortie sur avertissement infligée cinq minutes plus tard aux Landais permet aux locaux d'inscrire un essai après le retour des vestiaires. En dehors de ces deux actions, le reste du match reste rythmé par les défenses de chaque équipe, laissant peu de place au score pour évoluer, qui se conclut finalement par une victoire agenaise 7 à 3, soit un point de bonus défensif ramené de déplacement pour les Dacquois,.
La 9e journée du championnat est marquée par la tenue du derby landais en première partie de soirée, les Dacquois et les Montois ne s'étant pas affrontés en match officiel depuis plus de cinq années. Malgré la forte rivalité locale, la rencontre oppose deux équipes aux dynamiques opposées, l'US Dax avec une série de trois défaites consécutives accueille le Stade montois cumulant cinq victoires de rang. Après un premier essai inscrit par les locaux, la partie est guidée par un jeu d'occupation au pied fréquent et une bataille entre avants plutôt qu'un jeu d'arrières étant donné le ballon glissant avec les intempéries ayant régné sur le stade avant le coup d'envoi. Les visiteurs égalisent par la suite après une touche subtilisée, ce qui conduit à un score de parité peu avant la pause. Les rouge et blanc font néanmoins preuve d'une séquence de pick and go alors que les pluies diluviennes reprennent, et passent la ligne d'essai après la sirène. Ils assoient par la suite leur avance par coups de pied de pénalité avec treize unités d'avance à l'heure de jeu. Les jaune et noir reprennent le contrôle de la partie le quart d'heure suivant avec deux essais inscrits afin de réduire leur retard à un seul point. Les dix dernières minutes ne permettent pas aux visiteurs de continuer sur leur dynamique, et les locaux s'imposent ainsi devant leur public sur le score de 26 à 22,.
Après leur confrontation locale landaise, les Dacquois enchaînent avec un déplacement court dans le Pays basque, chez le Biarritz olympique. La rencontre est rythmée par les points marqués par chacune des équipes, chaque remontée au score des Landais trouvant rapidement une réponse des Basques. Après dix premières minutes menées par les coups de pied de pénalité, les visiteurs marquent un premier essai, le premier de leur saison en déplacement. Après une réduction du score, les locaux occupent le camp adverse afin de reprendre l'avantage avant la mi-temps. La deuxième mi-temps, sous un climat automnal pluvieux, voit plus régulièrement de jeu au pied afin d'occuper le terrain. Autour de l'heure de jeu, un essai dacquois est suivi cinq minutes plus tard par un autre essai biarrot. Avec six points d'avance, le Biarritz olympique manque d'assurer son avantage au score en manquant de convertir une pénalité à sept minutes de la fin du match ; cette dernière est alors à l'initiative des joueurs de l'US Dax. Après plusieurs pénaltouches, ils inscrivent un essai sur pick and go après le signal de la sirène des 80 minutes, transformé afin de l'emporter sur le score étriqué de 21 à 22, soit leur première victoire à l'extérieur de la saison,.

#### Journées 10 à 15
Après une série de quatre déplacements avec un bilan comptable positif, la prestation dacquoise sur le terrain de l'AS Béziers prend une tournure moins prolifique. La première mi-temps est équilibrée au tableau d'affichage, les fautes de jeu de chacune des équipes permettant de marquer sur coup de pied pour les visiteurs, alors que les locaux privilégient le jeu afin de franchir la ligne d'essai. Le plan de jeu biterrois reste le même pour la seconde moitié de la rencontre, avec succès dès le retour des vestiaires, puis à trois reprises en l'espace de dix minutes dans la foulée d'un carton jaune dacquois sur essai de pénalité, faisant basculer la physionomie du match à sens unique, pour un score final de 40 à 14,.
Contre l'USO Nevers devant son public, l'US Dax assure une bonne entame de match avec dix points inscrits dans les dix premières minutes de jeu. Après un retour au score des Nivernais durant un épisode pluvieux, la défense landaise s'affaire pour n'encaisser aucun point durant une période d'infériorité numérique sur avertissement, mais les rouge et blanc sont à nouveau talonnés de trois points à la mi-temps. Moins actifs en début de seconde période, les Dacquois voient les Neversois en profiter pour prendre l'avantage après un quart de jeu. Le jeu s'inverse à nouveau quelques minutes plus tard, d'abord sur coup de pied de pénalité, puis en assurant leur avance en franchissant la ligne d'essai ; réduits en nombre avec deux cartons jaunes en l'espace de dix minutes, les joueurs de l'USON ne parviennent pas à répliquer et s'inclinent finalement 24 à 17,.
L'US Dax enchaîne avec une seconde réception consécutive, cette fois contre le Valence Romans DR, le deuxième promu de la division ayant battu les Dacquois en finale du championnat de Nationale quelques mois plus tôt, et avec un bilan comptable similaire cette saison. Dans une nouvelle rencontre marquée par les intempéries mais également par une pelouse usée par les conditions climatiques et les faits de match, les Drômois sont rapidement offensifs et régulièrement à l'initiative de jeu, poussant la défense landaise à la faute ; malgré une physionomie de jeu déséquilibrée et à leur désavantage, les locaux parviennent à franchir la ligne d'essai juste avant la mi-temps et reprendre l'avantage d'un point. En deuxième moitié de rencontre, les joueurs rouge et blanc font étalage d'un jeu d'occupation du terrain afin de conserver leur maigre avance, autant à portée d'un hypothèque bonus offensif que d'un renversement du score. Malgré un essai adverse en fin de rencontre, les Dacquois parviennent finalement à s'imposer sur le score de 18 à 16,.
L'année civile se termine par un déplacement sur le terrain du Stade aurillacois, durant lesquelles les Cantaliens maîtrisent la rencontre. Si la première mi-temps reste équilibrée, durant laquelle les deux équipes font vivre le ballon, elle tourne à l'avantage des locaux avec deux essais dont un avant la rentrée aux vestiaires. Ils assurent ensuite leur avance à l'heure de jeu avec un bilan de trois essais à zéro. Si l'apport du banc dacquois permet de marquer deux essais en dix minutes, les locaux récupèrent néanmoins rapidement le bonus offensif, pour finalement s'imposer sur le score de 37 à 20,.
Après la trêve du nouvel an, le championnat reprend avec le dernier match de la phase aller, l'US Dax accueillant l'US Montauban. Disputée dans des conditions hivernales, avec un terrain gras en raison de fortes précipitations, la physionomie de la rencontre est marquée par un score muet pendant la quasi-intégralité de la rencontre. Après une première mi-temps stérile d'un point de vue comptable, les buteurs des deux équipes cherchent cette fois à ouvrir le score devant les perches, sans succès. Dans les dix dernières minutes de jeu, les Montalbanais manquent de peu de renverser le cours du match, sur une passe non ajustée dans l'en-but dacquois. Quelques minutes plus tard, alors que les locaux privilégient une pénaltouche à cinq mètres de la ligne d'en-but plutôt qu'une tentative au pied, ils franchissent la ligne sur ballon porté et évitent ainsi de justesse un score final vierge, au profit d'une victoire arrachée 7 à 0
,.

#### Journées 16 à 20
En déplacement à Aix-en-Provence, où les joueurs de Provence Rugby se présentent devant leur public après une lourde défaite entre équipes de haut de classement, ceux de l'US Dax font face à une rencontre très ouverte en nombre d'essais inscrits. Leur ligne d'en-but est rapidement franchie par les locaux, à deux reprises dans les dix premières minutes, avant de se procurer une occasion d'essai dix minutes plus tard. Les Aixois reprennent ensuite le cours de la partie en inscrivant deux nouveaux essais en près de cinq minutes, mais leur défense permet une réponse dacquoise équivalente avec deux essais en trois minutes juste avant la mi-temps, équilibrant le score à 33 à 21. Lors de la deuxième période, après un nouvel essai pour chaque camp, les Provençaux prennent définitivement l'avantage à l'heure de jeu avec un écart final de 54 à 26,.
Les joueurs de l'US Dax enchaînent un second long déplacement en une semaine, cette fois-ci sur le terrain du FC Grenoble. Après une demi-heure de jeu équilibrée, les Isérois concrétisent deux occasions d'essai cinq minutes avant la mi-temps, profitant d'une supériorité numérique via une expulsion temporaire landaise. La deuxième période reprend sur les mêmes bases, avec une troisième réalisation convertie et deux avortées de peu. Alors que le staff grenoblois procède à de nombreux remplacements avant l'heure de jeu, les Dacquois réduisent ensuite considérablement l'écart avec deux essais inscrits. Mettant leurs hôtes à la faute et provoquant un carton jaune, la ligne d'avants rouge et blanche permet de franchir la ligne d'en-but une troisième fois et de prendre l'avantage, remontant un score de 24 à 6 pour mener 24 à 27 ; l'écart sera conservé après une dernière phase de défense pour arracher une victoire à l'extérieur,.
Le premier bloc de rencontres de l'année s'achève avec la réception du Biarritz olympique, adversaire vaincu au match aller sur la pelouse voisine d'Aguiléra, venant à nouveau dans un contexte de concurrence au maintien. Après dix premières minutes disputées, avec un essai pour chaque équipe, le score évoluant à nouveau à la demi-heure de jeu via un deuxième essai landais, puis une nouvelle réponse immédiate basque sur coup de pied de pénalité renvoyant les deux équipes aux vestiaires avec un avantage pour ces derniers. L'initiative est au crédit des locaux à la reprise, avec une longue séquence de jeu muette puis une occasion d'essai convertie. Alors que le score est de 17 à 13, un épais brouillard s'installe durablement sur le terrain de jeu, gênant la visibilité et modifiant de fait la physionomie du match qui privilégie dorénavant le jeu au pied. Après avoir assuré un avantage au score de dix points, les rouge et blanc s'affairent à défendre leur ligne d'en-but afin d'empêcher leurs adversaires de récupérer un point de bonus défensif, qu'ils n'obtiendront finalement pas, la partie s'achevant sur un écart de 23 à 13,.
L'US Dax se déplace après une semaine de trêve internationale sur le terrain de Colomiers Rugby, sur lequel les deux équipes se disputent le gain du match à tour de rôle. La première mi-temps tourne à l'avantage des visiteurs, avec un essai inscrit à la demi-heure de jeu après un duel entre buteurs face aux perches, manquant d'alourdir leur avance avant la pause avec un essai refusé pour passage en touche lors d'une course à l'aile. À la reprise, les Haut-Garonnais répliquent dès la première minute de jeu en franchissant la ligne d'en-but adverse, reprenant l'avantage jusqu'à la réalisation landaise un quart d'heure plus tard. Les Columérins prennent ensuite définitivement le contrôle de la partie, marquant à deux reprises en cinq minutes en exploitant entre autres l'indiscipline opposée, s'imposant sur le score final de 30 à 17,.
Les rouge et blanc abordent ensuite deux réceptions en l'espace d'une semaine, tout d'abord contre un concurrent au maintien, le Soyaux Angoulême XV. La première mi-temps tourne à l'avantage des locaux, entrevoyant précocement le bonus offensif dès la première demi-heure de jeu avec trois essais à zéro. La seconde partie de la rencontre est quant à elle moins prolifique ; le score n'évolue pas jusqu'à l'heure de jeu à partir de laquelle les Charentais profitent d'une supériorité numérique sur carton jaune pour ouvrir leur compteur de points et inscrire un premier essai. Les Dacquois répondent néanmoins dix minutes plus tard avec une course solitaire en diagonale sur la moitié du terrain adverse, arrêtée à deux mètres de la ligne d'en-but mais permettant de marquer grâce au soutien d'un coéquipier : la partie se terminera alors sur le score bonifié de 25 à 5,.

#### Journées 21 à 25
Le second match consécutif devant son public, accueillant cette fois le Stade aurillacois, est quant à lui moins propice au jeu offensif, se jouant sous des conditions météorologiques peu commodes, les précipitations étant accompagnées de bourrasques de vent. Bien qu'ils soient à l'avantage en termes de possession du ballon, les Landais ne concrétisent leur avance au score que par l'intermédiaire d'un duel de buteurs. Après un essai inscrit, la défense des rouge et blanc parvient à contenir la réaction des Cantaliens jusqu'au coup de sifflet signifiant la mi-temps. En seconde période, à la physionomie de jeu peu ouverte elle aussi, les visiteurs parviennent à marquer un essai dix minutes avant la fin de la rencontre, réduisant son retard à seulement trois points et relançant l'enjeu. Après un coup de pied de pénalité converti sanctionnant les visiteurs, mais avec un écart au score encore inférieur à sept points, la défense doit encore prendre le pas sur les dernières tentatives d'incursions adverses pour assurer une courte victoire 19 à 13,.
Les Dacquois se déplacent ensuite sur le terrain du Valence Romans DR, dans une bonne dynamique au regard de leurs dernières performances, alors que l'hôte drômois est plutôt à la recherche de points dans la course au maintien. La rencontre est quant à elle à l'opposé de l'état de forme des deux équipes, les locaux dominant dans les phases de mêlée, mais ne concrétisant dans un premier temps leurs actions que par l'intermédiaire de coups de pied de pénalité. Après un retour aux vestiaires sur un score équilibré, ponctué d'un essai dacquois avant la pause, le match prend une autre tournure à l'heure de jeu, le VRDR inscrivant deux essais en l'espace de deux minutes. Réduite entre temps à treize joueurs après deux sorties sur avertissement et expulsion, l'US Dax s'incline finalement sur le score de 30 à 7,.
Après cette lourde défaite chez le co-promu se profile la réception de l'AS Béziers, alors premier ex aequo du championnat. Passé une première demi-heure de jeu équilibrée, la partie se décante en l'espace des dix minutes restantes avant la pause, les Landais inscrivant trois essais tandis que les Héraultais écopent d'un carton rouge. Malgré leur avance, les joueurs rouge et blanc poursuivent leur prestation offensive devant son public en franchissant trois nouvelles fois la ligne d'en-but adverse ; bien que leurs adversaires fassent preuve de réaction, la partie s'achève avec huit essais dacquois inscrits, passant le seuil symbolique de 50 points contre un candidat à la première place. Avec cette victoire 57 à 20, les Dacquois se placent pour la trêve internationale en position très favorable pour le maintien, tout en se positionnant comptablement en tant que prétendant au « Top 6 »,.
Les joueurs de l'US Dax reprennent le championnat à l'occasion du déplacement sur la pelouse de l'US Montauban, alors en position défavorable pour le maintien à l'avant-dernière place. Malgré le contraste entre l'état de forme des deux équipes, la rencontre reste disputée durant les 80 minutes de jeu. Après dix minutes à l'initiative exclusive des locaux, avec 13 points d'avance et une supériorité numérique sur carton jaune à leur crédit, les rouge et blanc répondent par deux essais sur ballon porté. L'US Montauban réplique juste avant le retour aux vestiaires afin de reprendre l'avantage par six points. En seconde période, le tableau de score évolue uniquement via un duel de buteurs, équilibrant l'écart à l'heure de jeu. Durant les dix minutes réduisant l'effectif montalbanais sur carton jaune, les Dacquois inscrivent un nouvel essai ; les locaux n'auront pas le temps d'inverser la tendance, accrochant seulement la prise d'un bonus défensif. Après cette victoire 29 à 33, l'US Dax entre pour la première fois de la saison parmi le groupe provisoire d'équipes qualifiables aux phases finales,.
L'US Dax accueille par la suite le CA Brive en ouverture de la 25e journée, une équipe placée un point derrière elle au classement. Cet affrontement de haut de tableau donne lieu à une première mi-temps disputée et fermée, durant laquelle les locaux parviennent à tenir la comparaison avec l'alignement de la touche briviste, réputée comme l'un des plus efficaces cette saison. Neutralisant également les attaques adverses sur grattage, ils creusent un premier écart avec un essai inscrit avant la pause ; il sera néanmoins réduit à néant peu après le retour sur la pelouse. Les rouge et blanc relancent rapidement leur dynamique en franchissant à deux reprises la ligne d'en-but en près de cinq minutes, puis une troisième fois vers l'heure de jeu. Malgré un carton jaune reçu en fin de match, ils conservent leurs trois essais d'avance et assurent une victoire bonifiée sur le score de 27 à 10, ; grâce à ce résultat et à la faveur des autres résultats, l'USD se hisse à la 4e place du championnat, le club actant par la même occasion son objectif initial de maintien à cinq journées du terme de la phase régulière.

#### Journées 26 à 30
Les Dacquois se déplacent par la suite en Bretagne, sur la pelouse d'un RC Vannes deuxième du classement mais dans une mauvaise dynamique de résultats depuis plusieurs journées. Dominateurs en entame de match, ils se procurent quatre occasions d'essai mais n'en concrétisent aucune. Les Vannetais, après une demi-heure de défense contre les assauts rouge et blanc, font quant à eux preuve de plus d'efficacité en inscrivant deux essais en cinq minutes avant la mi-temps. La deuxième période est quant à elle entièrement à l'initiative des locaux, mettant fin au suspense avec quatre essais inscrits contre un seul, pour un score final de 42 à 10. La place des joueurs landais dans le Top 6 est néanmoins sauvegardée au crédit des résultats du soir de leurs concurrents directs,.
Le déplacement chez une équipe de haut de tableau est suivi par une réception de la lanterne rouge, le Rouen NR. Si les Normands ouvrent le score, ils font rapidement l'objet d'un avertissement arbitral, permettant aux Landais de répondre rapidement par un essai durant leur infériorité numérique. La suite de la rencontre fait l'objet d'un rythme plus lent, chaque équipe semblant assurer la défensive afin de sauvegarder leur objectif de points au classement, avec des enjeux opposés. La partie sera finalement débridée par l'intermédiaire d'un nouveau carton jaune à l'encontre des Rouennais, les Dacquois inscrivant trois essais durant cet intervalle de dix minutes de jeu, que ce soit avant ou après la mi-temps. Malgré une embellie à l'entrée de ses remplaçants, les visiteurs ne parviennent pas à réduire significativement l'écart : l'USD assure finalement une victoire bonifiée 29 à 16,.
À trois journées de la fin de la phase régulière, les Landais n'ont pas les faveurs du calendrier en vue de la qualification, avec deux déplacements en trois rencontres contrairement à leurs concurrents ; ce bloc commence sur la pelouse du Stade montois, combinant un affrontement entre candidats aux phases finales avec le match retour du derby landais. Dans un stade à guichets fermés, les Dacquois parviennent à garder le score à leur avantage en première mi-temps malgré une possession du ballon largement favorable aux Montois, inscrivant un essai au bout de dix minutes puis un second juste avant la pause, tandis que les jaune et noir temporisent via des points convertis par l'intermédiaire de coups de pied de pénalité. Les locaux font ensuite preuve d'ambition de jeu dès la reprise, mais sont sanctionnés en cinq minutes d'une annulation de leur essai marqué et d'une expulsion sur carton rouge ; les visiteurs en profitent alors pour creuser l'écart face aux perches, avec une avance de 6 à 18 à l'heure de jeu. Bien qu'un essai montois relance l'enjeu de la rencontre, la défense dacquoise assure la victoire sur le score de 13 à 18. Avec cette victoire à l'extérieur – la première à Mont-de-Marsan depuis 18 années – l'US Dax fait un grand pas vers la qualification,.
Les joueurs rouge et blanc enchaînent par la suite avec un dernier match devant son public – dans l'attente du classement final qui permet encore d'entrevoir un match de barrage à domicile – contre le SU Agen. Les débuts de la rencontre sont timides lors du premier quart d'heure avant un premier essai dacquois, tandis que les Agenais minimisent l'écart au score via plusieurs offensives concrétisées devant les perches dans un premier temps à défaut de parvenir à franchir la ligne d'en-but. Au retour des vestiaires, les intentions de ces derniers restent inchangées, permettant au SUA de prendre l'avantage en inscrivant finalement un essai. La réaction des locaux survient à l'heure de jeu avec deux essais marqués consécutivement. La victoire finale sur le score de 30 à 16 permet de valider la qualification des Dacquois dès la fin de cette 29e journée ; par ailleurs, l'US Dax devient la première équipe promue qualifiée en phase finale dans l'histoire de la Pro D2,.
La dernière journée décisive se joue sur le terrain de l'USO Nevers, où l'US Dax, déjà qualifiée, doit s'imposer pour espérer accueillir le match de barrage selon le résultat de ses deux adversaires directs au classement. Dans une rencontre à enjeu où les Neversois cherchent quant à eux une victoire bonifiée afin de potentiellement récupérer la dernière place de qualifiable, les deux équipes se neutralisent pendant les vingt premières minutes avec un essai chacune, avant un réveil des locaux pour prendre un léger avantage avant la mi-temps. Bien que les visiteurs reprennent l'initiative au score à la reprise, leur effectif est décimé en l'espace de cinq minutes, avec deux cartons jaunes plus une expulsion définitive. Après un essai rapide de l'USON, aucun autre point n'est pourtant encaissé pendant cette période en nette infériorité numérique. Vers la 70e minute, les Dacquois sont doublement pénalisés avec un essai de pénalité et un second carton jaune synonyme de rouge, creusant un écart de douze points. Malgré tout, ils parviennent à franchir la ligne d'en-but une nouvelle fois, ôtant symboliquement le bonus offensif à leurs adversaires deux minutes avant la sirène ; le cours du match ne sera pas renversé, les Neversois se mettant à l'abri et parvenant après une longue action offensive à récupérer leur point de bonus. Cette défaite 35 à 23 fige ainsi le classement des Dacquois à la 5e place, impliquant un déplacement pour le premier match des phases finales,.

#### Phase finale
En match de barrage, l'US Dax se déplace alors chez le FC Grenoble, 4e au classement. Dans un match d'entrée de jeu marqué par un rythme très soutenu, les locaux prennent l'avantage par un essai après dix minutes, auquel les Dacquois répliquent par un coup de pied de pénalité. Les Grenoblois prennent néanmoins le contrôle de la partie avec deux nouveaux essais avant la demi-heure de jeu. Bien qu'un essai dacquois tente de rééquilibrer le cours de la partie, un quatrième essai est marqué par les bleu et rouge avant la mi-temps, pour un score intermédiaire de 32 à 10. À la reprise, après dix minutes sans point marqué dont un essai refusé pour les Landais en raison d'un pied en touche, les joueurs du FC Grenoble assoient définitivement leur domination en franchissant à quatre reprises la ligne d'en-but adverse sans que les Dacquois ne parviennent à répondre au tableau de score, pour un score final de 58 à 10 leur permettant de se qualifier devant son public pour les demi-finales, mettant fin à la saison dacquoise,.

### Transferts durant la saison
L'US Dax enregistre plusieurs mouvements dans son effectif pendant le déroulement de la saison. Le talonneur Iban Hiriart-Urruty est recruté en tant que joker médical le 22 août afin de pallier l'absence de six mois d'Elvis Levi, blessé lors du match amical estival, ; son contrat sera finalement reconduit le 1er février jusqu'au terme de la saison. Lors du premier bloc de matchs, le troisième ligne centre samoan Genesis Mamea Lemalu, sans club depuis l'intersaison et non retenu dans le groupe final des Samoa destiné à disputer la Coupe du monde malgré sa participation à la préparation estivale, signe un contrat de deux saisons le 12 septembre après plusieurs semaines de contacts avancés, ; il vient ainsi renforcer l'effectif à ce poste, où l'arrivée de la recrue Sam Wasley est retardée par des aléas administratifs de visa. Enfin, afin de clore la recherche d'un centre supplémentaire, avortée durant l'intersaison et après de premiers tests non concluants avec Waisake Ravuiwasa, l'arrivée de l'Irlandais Alex McHenry, en provenance des Jersey Reds étant entrés en cessation de paiement un mois plus tôt, est officialisée le 24 octobre.
Le 19 octobre, le groupe d'entraîneurs est renforcé par la présence d'un consultant à la touche en la personne d'Olivier August, ancien troisième ligne aux plus de 200 matchs sous les couleurs dacquoises jusqu'en 2022 ; cet ajout a lieu à l'initiative de la présidence, jugeant ce secteur de jeu « défaillant » en début de saison. August cumule ce nouveau poste en supplément de celui qu'il occupe déjà dans le club landais du Peyrehorade SR en Fédérale 1 en tant qu'entraîneur principal, et manquera de fait la majorité des rencontres de championnat de l'équipe dacquoise, les matchs du vendredi se jouant sur le même créneau horaire que l'une des séances d'entraînement à Peyrehorade.

### Détail des matchs officiels
L'US Dax dispute 30 rencontres officielles durant la saison, participant au championnat de 2e division.

### Classement et statistiques
L'US Dax termine le championnat à la cinquième place avec 17 victoires, 1 nul et 12 défaites. Avec sept points de bonus supplémentaires, dont cinq offensifs et deux défensifs, le club dacquois totalise 77 points, soit deux de plus que le premier non-qualifié, et deux de moins que le dernier barragiste à domicile. Avec deux défaites à domicile contre quatre victoires et un nul à l'extérieur, il présente un bilan positif au classement britannique hors points de bonus.
À la fin de la saison régulière, il se classe en tant que neuvième attaque du championnat avec 626 points inscrits,, dont 66 essais et 66 pénalités. Sur le plan défensif, il finit neuvième défense avec 683 points encaissés,, dont 78 essais et 51 pénalités. Il accumule 30 cartons jaunes pour 3 rouges.
Sa plus large victoire est celle remportée à domicile contre l'AS Béziers sur le score de 57 à 20, tandis que sa plus large défaite est concédée 58 à 10 chez le FC Grenoble.
| Rang | Club                | J  | V  | N | D  | Bo | Bd | Pm  | Pe  | Diff | Pts |
| ---- | ------------------- | -- | -- | - | -- | -- | -- | --- | --- | ---- | --- |
| 1    | Provence Rugby      | 30 | 20 | 2 | 8  | 8  | 3  | 803 | 632 | +171 | 95  |
| 2    | RC Vannes           | 30 | 17 | 2 | 11 | 10 | 7  | 777 | 508 | +269 | 89  |
| 3    | AS Béziers          | 30 | 17 | 1 | 12 | 6  | 4  | 789 | 715 | +74  | 80  |
| 4    | FC Grenoble         | 30 | 19 | 0 | 11 | 8  | 3  | 826 | 694 | +132 | 79¹ |
| 5    | US Dax P            | 30 | 17 | 1 | 12 | 5  | 2  | 626 | 683 | -57  | 77  |
| 6    | CA Brive R          | 30 | 16 | 1 | 13 | 8  | 2  | 689 | 583 | +106 | 76  |
| 8    | USO Nevers          | 30 | 15 | 0 | 15 | 6  | 9  | 682 | 610 | +72  | 75  |
| 7    | Stade montois       | 30 | 15 | 1 | 14 | 5  | 7  | 766 | 641 | +125 | 74  |
| 10   | Stade aurillacois   | 30 | 14 | 1 | 15 | 3  | 3  | 593 | 764 | -171 | 64  |
| 9    | Colomiers Rugby     | 30 | 13 | 1 | 16 | 4  | 6  | 661 | 657 | +4   | 64  |
| 11   | Valence Romans DR P | 33 | 16 | 0 | 17 | 5  | 5  | 623 | 640 | -17  | 74  |
| 12   | Soyaux Angoulême XV | 30 | 13 | 2 | 15 | 0  | 6  | 563 | 616 | -53  | 62  |
| 13   | SU Agen             | 30 | 13 | 1 | 16 | 2  | 5  | 597 | 732 | -135 | 61  |
| 14   | Biarritz olympique  | 30 | 11 | 0 | 19 | 4  | 5  | 618 | 811 | -193 | 53  |
| 15   | US Montauban        | 30 | 11 | 0 | 19 | 2  | 5  | 577 | 755 | -178 | 51  |
| 16   | Rouen NR            | 30 | 9  | 1 | 20 | 5  | 5  | 604 | 753 | -149 | 48  |

|  | Qualification pour les demi-finales (no 1, no 2).                               |
|  | Qualification à domicile pour les barrages (no 3, no 4).                        |
|  | Qualification à l'extérieur pour les barrages (no 5, no 6).                     |
|  | Reversé en match de barrage contre le finaliste de Nationale 2023-2024 (no 15). |
|  | Relégation en Nationale 2024-2025 (no 16).                                      |
|  | R : relégué de Top 14 2022-2023 • P : promus de Nationale 2022-2023             |

## Joueurs et encadrement technique

### Encadrement technique
L'équipe est entraînée cette saison par Jean-Frédéric Dubois, Hervé Durquety et Éric Artiguste, respectivement aux postes de manager, d'entraîneur des avants et d'entraîneur des arrières et de la défense, ainsi que les consultants Marc Dal Maso et Olivier August, à la mêlée et à la touche.
Durquety est absent sur arrêt maladie du 26 octobre au 9 février. Non remplacé numériquement en son absence, les entraînements des avants sont assurés par Dal Maso et August ; lors des matchs, Dubois s'entoure pour la gestion en bord de terrain d'un joueur de deuxième ligne non aligné sur la feuille de match ou du préparateur physique Christophe Damien.

### Effectif professionnel
Au lancement de la saison 2023-2024, l'US Dax totalise un nombre de 38 joueurs sous contrat professionnel. 24 d'entre eux étaient présents dans le groupe lors de la saison précédente.
Le capitaine désigné à l'intersaison est le troisième ligne Arnaud Aletti, qui entame sa cinquième année au sein du club dacquois. En son absence, l'autre troisième ligne et recrue estivale Jean-Baptiste Barrère prend le relais à ce rôle. Maxime Delonca, talonneur qui joue sa sixième saison en deux passages sous le maillot dacquois, récupère le brassard en l'absence des deux capitaines réguliers ; Louis Barrère, également talonneur mais disputant pour sa part sa deuxième saison au club, hérite également du brassard à titre ponctuel.
Durant le championnat, trois mouvements viennent modifier l'effectif dacquois : le talonneur Iban Hiriart-Urruty renforce l'équipe en tant que joker médical, tandis que Genesis Mamea Lemalu et Alex McHenry intègrent le groupe tardivement.
| Nom                      | Poste            | Date de naissance | Nationalité sportive | Statut int. | Club précédent           | Arrivée au club | Fin de contrat | Formé au club |
| ------------------------ | ---------------- | ----------------- | -------------------- | ----------- | ------------------------ | --------------- | -------------- | ------------- |
| Faitotoa Asa             | Pilier           | 30 décembre 1986  | Nouvelle-Zélande     | -           | US Montauban             | 2020            | 2024           | -             |
| Thibaud Dréan            | Pilier           | 6 janvier 1992    | France               | -           | US Carcassonne           | 2019            | 2024           | oui           |
| Diogo Hasse Ferreira     | Pilier           | 17 octobre 1996   | Portugal             | oui         | Stade dijonnais          | 2021            | 2025           | -             |
| Nephi Leatigaga          | Pilier           | 5 décembre 1993   | Samoa                | oui         | Waratahs                 | 2023            | 2025           | -             |
| David Lolohea            | Pilier           | 26 février 1992   | Tonga                | oui         | Provence Rugby           | 2023            | 2025           | -             |
| Matthieu Loudet          | Pilier           | 24 avril 1998     | France               | -           | RC Narbonne              | 2023            | 2025           | -             |
| Louis Mary               | Pilier           | 12 janvier 2000   | France               | -           | Stade niçois             | 2021            | 2025           | oui           |
| Louis Barrère            | Talonneur        | 5 février 2001    | France               | -           | Section paloise          | 2022            | 2025           | oui           |
| Maxime Delonca           | Talonneur        | 29 avril 1988     | France               | -           | Aviron bayonnais         | 2022            | 2024           | -             |
| Iban Hiriart-Urruty [JM] | Talonneur        | 13 mai 1993       | France               | -           | Saint-Jean-de-Luz olymp. | 2023            | 2024           | -             |
| Elvis Levi               | Talonneur        | 21 février 1987   | Nouvelle-Zélande     | -           | Biarritz olympique       | 2020            | 2024           | -             |
| Mattieu Bidau            | Deuxième ligne   | 16 janvier 1996   | France               | -           | AS Mérignac              | 2016            | 2025           | oui           |
| Joshua Furno             | Deuxième ligne   | 21 octobre 1989   | Italie               | oui         | Zebre Parma              | 2023            | 2025           | -             |
| Étienne Loiret           | Deuxième ligne   | 30 juin 1996      | France               | -           | Aviron bayonnais         | 2018            | 2025           | -             |
| Matthew Luamanu          | Deuxième ligne   | 25 novembre 1988  | Samoa                | oui         | Aviron bayonnais         | 2022            | 2024           | -             |
| Jean-Baptiste Singer     | Deuxième ligne   | 19 décembre 1994  | France               | -           | Stade aurillacois        | 2023            | 2025           | -             |
| Arnaud Aletti            | Troisième ligne  | 25 janvier 1996   | France               | -           | RC Aubenas               | 2019            | 2025           | -             |
| Paul Ausset              | Troisième ligne  | 19 juin 1999      | France               | -           | Stade toulousain         | 2022            | 2024           | -             |
| Jean-Baptiste Barrère    | Troisième ligne  | 15 décembre 1989  | France               | -           | AS Béziers               | 2023            | 2025           | -             |
| Jean Despiau             | Troisième ligne  | 23 octobre 2001   | France               | -           | US Salles                | 2020            | 2025           | oui           |
| Brice Ferrer             | Troisième ligne  | 12 avril 1994     | Espagne              | oui         | SO Chambéry              | 2018            | 2024           | -             |
| Genesis Mamea Lemalu     | Troisième ligne  | 22 septembre 1988 | Samoa                | oui         | USA Perpignan            | 2023            | 2025           | -             |
| Ratu Nacika              | Troisième ligne  | 12 novembre 2002  | Fidji                | -           | RC Tao                   | 2023            | 2025           | -             |
| Théo Trémeau             | Troisième ligne  | 10 novembre 1998  | France               | -           | -                        | 2007            | 2025           | oui           |
| Sam Wasley               | Troisième ligne  | 1995              | Nouvelle-Zélande     | -           | Real Ciencias RC         | 2023            | 2025           | -             |
| Simon Garrouteigt        | Demi de mêlée    | 7 mai 1996        | France               | -           | -                        | [ note 5 ]      | 2025           | oui           |
| Paul Ravier              | Demi de mêlée    | 28 novembre 1996  | France               | -           | Blagnac Rugby            | 2023            | 2025           | -             |
| Sylvère Reteau           | Demi de mêlée    | 6 novembre 1997   | France               | -           | -                        | 2002            | 2025           | oui           |
| Hugo Cerisier            | Demi d'ouverture | 8 juillet 1998    | France               | -           | CA Périgueux             | 2016            | 2025           | oui           |
| Romuald Séguy            | Demi d'ouverture | 5 février 1996    | France               | -           | Colomiers Rugby          | 2023            | -              | -             |
| Ilikena Bolakoro         | Centre           | 22 août 1987      | Fidji                | oui         | USO Nevers               | 2021            | 2024           | -             |
| Théo Dachary             | Centre           | 26 mars 1997      | France               | -           | Stade français Paris     | 2023            | 2025           | -             |
| Hugo Fourquet            | Centre           | 15 avril 2002     | France               | -           | Aviron bayonnais         | 2022            | 2025           | -             |
| Alex McHenry             | Centre           | 7 octobre 1997    | Irlande              | -           | Jersey Reds              | 2023            | 2024 (2025)    | -             |
| Benjamin Puntous         | Centre           | 17 septembre 1999 | France               | -           | US Montauban             | 2023            | 2025           | oui           |
| Guillaume Bouche         | Ailier           | 18 janvier 2000   | France               | -           | Aviron bayonnais         | 2022            | 2025           | -             |
| Alexandre Pilati         | Ailier           | 24 janvier 1996   | Côte d'Ivoire        | oui         | Union Bordeaux Bègles    | 2017            | -              | oui           |
| Maxime Oltmann           | Ailier           | 28 décembre 1995  | Allemagne            | oui         | Stado Tarbes PR          | 2023            | 2025           | -             |
| Jope Naseara             | Ailier           | 11 février 1997   | Fidji                | -           | Mahurangi RFC            | 2023            | -              | -             |
| Théo Duprat              | Arrière          | 25 juin 2000      | France               | -           | Stade montois            | 2022            | 2024           | oui           |
| Théo Gatelier            | Arrière          | 31 mars 1998      | France               | -           | US Mugron                | 2017            | 2025           | oui           |

### Joueurs du centre de formation
La classe 2023-2024 du centre de formation tenu par Thierry Gatineau compte 16 pensionnaires, dont cinq nouveaux stagiaires. L'arrière Roman Œillet, joueur des équipes junior dacquoises, intègre ainsi la structure. Le talonneur Paul Laperne, le troisième ligne Enzo Saytour et le centre Bastien Daguerre quittent leurs clubs et signent une convention de formation avec l'US Dax.
| Nom                        | Poste           | Date de naissance | Nationalité sportive | Statut int. | Club précédent          | Arrivée au club | Fin de contrat | Formé au club |
| -------------------------- | --------------- | ----------------- | -------------------- | ----------- | ----------------------- | --------------- | -------------- | ------------- |
| Raphaël Laboille           | Pilier          | -                 | France               | -           | US Tyrosse              | 2022            | -              | oui           |
| Killian Larrart            | Pilier          | -                 | France               | -           | Biarritz olympique      | 2022            | -              |               |
| Pablo Petriat              | Pilier          | -                 | France               | -           | -                       | 2009            | -              |               |
| Mohamed Yassine Said       | Pilier          | -                 | France               | -           | Soyaux Angoulême XV     | 2022            | -              | oui           |
| Paul Laperne               | Talonneur       | 6 septembre 2003  | France               | -           | Biarritz olympique      | 2023            | -              | -             |
| Gabriel Danguy des Déserts | Deuxième ligne  | -                 | France               | -           | -                       | 2009            | -              | oui           |
| Gysbert du Preez           | Deuxième ligne  | 20 février 2001   | Afrique du Sud       | -           | Stade montois           | 2023            | -              | -             |
| Alexis Duprouilh           | Troisième ligne | -                 | France               | -           | Biarritz olympique      | 2021            | -              | oui           |
| Maxens Guery               | Troisième ligne | -                 | France               | -           | FC Oloron               | 2020            | -              | oui           |
| Thibault Larrouquette      | Troisième ligne | -                 | France               | -           | Peyrehorade SR          | 2019            | -              | oui           |
| Enzo Saytour               | Troisième ligne | 27 juillet 2003   | Monaco               | -           | USO Nevers              | 2023            | 2024 (2025)    | -             |
| Tom Dourthe                | Demi de mêlée   | -                 | France               | -           | RC Pouillon Labatut     | 2022            | -              | oui           |
| Bastien Daguerre           | Centre          | 14 août 2002      | France               | -           | Soyaux Angoulême XV     | 2023            | 2024           | oui           |
| Jules Lartigau             | Centre          | -                 | France               | -           | -                       | 2009            | -              | oui           |
| Flavien Laforie            | Ailier          | -                 | France               | -           | Association côte Landes | 2022            | -              | oui           |
| Roman Œillet               | Arrière         | -                 | France               | -           | Stade aurillacois       | 2022            | -              | oui           |

### Statistiques individuelles
Le demi d'ouverture Romuald Séguy termine, à l'issue de la phase régulière de la saison, dixième meilleur réalisateur du championnat, avec 168 points à son actif (dont un essai, soit 163 points au pied). Derrière lui, l'autre demi d'ouverture Hugo Cerisier se classe à la 16e place avec 133 points (tous inscrits au pied),.
En ce qui concerne les meilleurs marqueurs d'essais du club, c'est l'ailier Jope Naseara qui tient la première place au club, ainsi que la dixième ex-aequo du championnat, grâce à dix essais marqués pendant la phase régulière. Il est suivi par l'ailier Maxime Oltmann avec sept essais,.
Sur l'ensemble de la saison, un nombre moyen de 16,13 joueurs issus des filières de formation est comptabilisé sur les feuilles de match dacquoises ; le seuil minimal à respecter, sous peine d'un retrait de points au démarrage de la saison suivante, est de 16 joueurs JIFF pour un club pensionnaire de Pro D2.
L'encadrement technique est nommé dans le cadre de la cérémonie de la 20e Nuit du rugby à l'issue de la saison, avec celui du FC Grenoble et du RC Vannes,.

### Joueurs en sélection nationale
La recrue David Lolohea est appelée dès le mois de juin 2023 dans le groupe élargi tongien dans le cadre de la préparation estivale de la Coupe du monde. Après avoir disputé quatre test matchs, à domicile contre l'équipe réserve « Australie XV », en tournée au Japon et aux Samoa, avant d'accueillir le Canada, il n'est finalement pas retenu dans le groupe réduit et fait son arrivée dans les Landes à la fin août 2023.
Le Portugais Diogo Hasse Ferreira, pré-sélectionné pour les deux stages de préparation du mois de juin et juillet 2023,, joue en tant que remplaçant lors de la victoire 46 à 20 à domicile, au stade de l'Algarve d'Almancil, puis lors du match concédé contre la sélection « Australie XV » au stade Jules-Ladoumègue de Massy. Il est finalement retenu dans le groupe final, s'apprêtant ainsi à disputer la Coupe du monde pour la première fois de sa carrière. Il participe en tant que remplaçant au premier match contre le pays de Galles, concédé sur le score de 28 à 8 à l'Allianz Riviera de Nice, avant d'être titularisé la semaine suivante pour la rencontre contre la Géorgie, conclue sur un match nul 18 partout au stadium de Toulouse, puis contre l'Australie au stade Geoffroy-Guichard de Saint-Étienne pour la défaite 34 à 14. Pour le dernier match de poule à Toulouse, Ferreira reste titulaire et prend ainsi part à la victoire historique 24 à 23 du Portugal contre les Fidji, futur quart-de-finaliste,. Après une trêve internationale, il est rappelé lors du retour à la compétition de la sélection portugaise dans le cadre du championnat d'Europe 2024. Il est titulaire lors de la 1re journée de la phase préliminaire, en déplacement en Belgique (défaite 10 à 6). Alors que le Portugal se qualifie pour les demi-finales, affrontant l'Espagne à domicile au stade du Restelo de Lisbonne, il entre en cours de jeu et participe à la victoire 33 à 30 ; il n'est pas aligné pour la finale contre la Géorgie au terme de laquelle les Lobos s'inclinent.
Brice Ferrer est également rappelé en équipe nationale pour le championnat d'Europe, pré-sélectionné dans les groupes élargis de l'Espagne,. Il est titulaire lors des 1re et 3e journée, aux Pays-Bas (victoire 18 à 20) et en Géorgie (défaite 38 à 6). Disputant la demi-finale au Portugal contre son coéquipier de club Ferreira, il entre en tant que remplaçant et marque un essai, mais voit son équipe s'incliner ; il n'est pas aligné pour la finale de classement pour la 3e place contre la Roumanie remportée par les Leones.

## Aspects juridiques et économiques

### Structure juridique et organigramme
En 2023-2024, l'équipe professionnelle est gérée par la SASP US Dax rugby Landes, entreprise déclarée le 3 juillet 1998 et présidée depuis le 1er juillet 2023 par Benjamin Gufflet. La SASP est liée par le biais d'une convention à l'association loi de 1901 US Dax rugby, déclarée le 31 juillet 1997, structure qui regroupe le centre de formation et les équipes amateurs.
| Direction | Sportif |
| --- | --- |
| - Directoire : - Président : Benjamin Gufflet - Directeur général : Adrien Asteggiano - Directeur sportif : Benoît August - Conseil de surveillance : - Président : Philippe Jacquemain | - Équipe première : - Manager : Jean-Frédéric Dubois - Entraîneur des avants : Hervé Durquety - Consultant mêlée : Marc Dal Maso - Consultant touche : Olivier August (à partir du 19 octobre 2023) - Entraîneur des arrières et de la défense : Éric Artiguste - Directeur sportif : Benoît August - Analyste vidéo : Fabrice Duberger - Data Scientist : Victor Azalbert - Préparateur physique : Christophe Damien et Sébastien Louis - Responsable du suivi médical : Étienne Barbiche - Centre de formation : - Directeur de la formation : Thierry Gatineau - Responsable sportif : Manuel Sierra - Coordinateur général : Jean-Marc Chevrier - Responsable du suivi scolaire : Bernard Thiolas - Préparateur physique : Bastien Ferrou |

### Éléments comptables
Le budget prévisionnel de l'US Dax est environ entre 5,5 et 6 millions d'euros à l'ouverture de la saison.
La masse budgétaire officielle s'élève à 6,188 millions d'euros, soit la quinzième du championnat. Elle inclut une part de 1,733 million d'euros affectée aux salaires des joueurs, ce qui représente la seizième et dernière masse salariale.
La Ligue nationale de rugby reverse cette saison un total de 2 343 000 euros à l'US Dax : 2 043 000 de droits télévisés et de marketing au titre du New Deal et 300 000 de prime à la montée.

### Tenues, équipementiers et sponsors
L'US Dax est équipée par la marque italienne Macron pour leur retour en division professionnelle, dans le cadre d'un contrat avec Sport'R, distributeur officiel de l'équipementier dans le Sud-Ouest de la France dont le siège est à Pau.
L'équipe évolue avec trois jeux de maillots, de couleur principale, blanche, rouge, et azur. Les trois tenues utilisent le même motif sur le principe de toile de Jouy, mettant en avant des emblèmes de la ville de Dax et des traditions locales, notamment les arènes de Dax, la Fontaine chaude, le blason de la ville ainsi que sa devise Regia semper ; elles sont également représentées par une branche et une pigne de pin des Landes, la silhouette d'un joueur de rugby sur une tentative de pénalité ou encore un écarteur de course landaise. Le premier ensemble est composé d'un maillot blanc à col rouge avec un short rouge, le deuxième d'un maillot rouge à col blanc avec un short rouge. Le troisième ensemble alternatif est quant à lui entièrement de couleur azur avec un col blanc, en référence à l'émail azur du blason dacquois,.
Le sponsor principal est le centre commercial Le Grand Mail de Saint-Paul-lès-Dax, déjà partenaire majeur depuis deux saisons. Sur le haut de la poitrine, la communauté d'agglomération Grand Dax Agglomération est placée en zone centrale réduite sous l'équipementier ; le logo du club est placé sur le pectoral gauche, et les armoiries de la ville sont mises en avant sur le droit. La ville de Dax est mise en avant dans le haut du dos, tandis qu'Unikalo, fabrique de peinture pour bâtiment, est en placée dans le bas du dos. XC Patrimoine est quant à lui mis en avant sur la jambe gauche du short, HeliDax sur la jambe droite du short, et le Crédit agricole Aquitaine sur l'arrière de la jambe droite. Au mois de février, la tonnellerie Vicard devient partenaire maillot à son tour, sur la partie supérieure droite du buste. En fin de saison, une opération de « sponsoring participatif » met en jeu un espace disponible sur la manche gauche des joueurs : les pompes funèbres Petrau sont ainsi mises en avant à partir de la 27e journée,. Le fonds de dotation du club Fon'DAXtion fait lui aussi une apparition tardive sur la tenue de match, sur la partie supérieure gauche du buste.

## Affluence et couverture médiatique

### Affluence au stade
Un total d'environ 72 170 à 75 495 entrées – selon les données communiquées par le périodique Sud Ouest à chacun de ses rapports et résumés de match ainsi que celles partagées par le club en fin de saison – a été enregistré pour les quinze rencontres de championnat de l'US Dax au stade Maurice-Boyau, l'affluence moyenne du club à domicile étant d'environ 4 811 à 5 033 entrées, soit un taux de remplissage d'environ 66 % pour une capacité du stade homologuée par la Ligue nationale de rugby à 7 412 places.
Le record d'affluence de la saison à domicile est réalisé lors du derby landais contre le Stade montois, 7 462 spectateurs assistant à la rencontre.
À la fin de la saison 2023-2024, l'US Dax dénombre 752 abonnés.
Affluence approximative à domicile (stade Maurice-Boyau)

### Retransmissions télévisées
À partir de la saison 2020-2021 et jusqu'en 2026-2027, les droits télévisuels de la Pro D2 sont attribués en exclusivité au groupe Canal+,.
Les rencontres de chaque journée sont partagées entre les différents canaux du groupe. Le match d'ouverture de chaque journée est retransmis par Canal+ Sport le jeudi en première partie de soirée à 21 h, ainsi que deux autres matchs le vendredi en avant-soirée et première partie de soirée, à 19 h et 21 h. L'ensemble des autres matchs non-décalés du vendredi soir, à 19 h 30, sont proposés sur Rugby+,. Néanmoins, la Coupe du monde se jouant la même saison, le calendrier de Pro D2 est aménagé, et plusieurs journées sont décalées en semaine, les mardi, mercredi et jeudi.
Suivant cette grille de diffusion, l'ensemble des matchs de l'US Dax est retransmis en direct.

## Extra-sportif

### Stade
Avec le retour en Pro D2, la municipalité dacquoise lance à l'intersaison des rénovations et aménagements du stade Maurice-Boyau afin de se conformer au cahier des charges de la Ligue nationale de rugby. De nouveaux vestiaires sont ainsi aménagés en extension Nord de la tribune historique, tandis que des espaces médias sont installés en tribune honneur. En dehors, l'écran géant est remis en service afin de permettre l'assistance vidéo à l'arbitrage. L'arrière de l'en-but côté sud fait quant à lui l'objet de l'installation de nouvelles buvettes, d'une boutique et d'une zone aménagée pour l'accueil de camions-restaurants, le tout surplombé par un nouvel espace de loges partenaires, ; ce dernier, avec une livraison initialement prévue à la mi-octobre, est finalement mis en service début janvier 2024 sous le nom d'espace Roger Junca, en référence au charcutier et entrepreneur ayant contribué au développement du thermalisme dacquois et saint-paulois. L'écran géant, sur le virage Nord, est quant à lui remplacé début septembre. Le stade connaît aussi parmi ses aménagements le ré-agencement de loges dans la tribune présidentielle ainsi que l'avancée de la main courante plus proche du terrain en vis-à-vis de la tribune historique.
Au lancement de la saison, la capacité homologuée par la Ligue nationale de rugby est légèrement réhaussée à 7 412 places par rapport à celle de la saison précédente.
Parmi les actions commerciales, l'ensemble des panneaux publicitaires est modifié en adoptant une charte graphique bicolore rouge et blanche.

### Décès
Le pilier Christian Lassère meurt le 25 décembre 2023 à Morcenx-la-Nouvelle, à l'âge de 88 ans,. Portant les couleurs de l'US Dax de 1953 à 1967, il fait partie des deux seuls joueurs dacquois, avec Pierre Albaladejo, à avoir participé à quatre des cinq finales du club dacquois,, en 1956, 1961, 1963 et 1966 ; il remporte néanmoins le challenge Yves du Manoir à deux reprises, en 1957 et 1959.
Le kinésithérapeute responsable des espoirs dacquois, Bertrand Lartigau, meurt en cours de saison, le 17 février 2024 à l'âge de 52 ans.